# 條紋鋸鮨
條紋鋸鮨（学名：Centropristis striata）也称黑海鲈（英語：black sea bass），為輻鰭魚綱鱸形目鱸亞目鮨科的其中一種，分布於西大西洋區，從加拿大至墨西哥灣東部海域，體長可達66公分，生活在岩石底質的淺海域，為底棲性魚類，屬肉食性，可做為食用魚、遊釣魚及觀賞魚。
其种加词“striata”意为“有条纹的”。